# Ulada Schawarankawa
Ulada Schawarankawa (* 28. Juni 2001) ist eine belarussische Leichtathletin, die sich auf den Diskuswurf spezialisiert hat.

## Sportliche Laufbahn
Erste internationale Erfahrungen sammelte Ulada Schawarankawa beim Europäischen Olympischen Jugendfestival (EYOF) 2017 in Győr, bei dem sie mit einer Weite von 43,06 m den siebten Platz belegte. Im Jahr darauf erreichte sie bei den U18-Europameisterschaften ebendort mit 45,34 m Rang neun und nahm anschließend an den Olympischen Jugendspielen in Buenos Aires teil und gelangte dort auf Rang neun. 2021 klassierte sie sich bei den U23-Europameisterschaften in Tallinn mit 51,40 m auf dem siebten Platz.
2021 wurde Schawarankawa belarussische Meisterin im Diskuswurf.